# 偽マルグレーテ
偽マルグレーテ（ノルウェー語:Falske Margrete, 1260年 - 1301年）は、スコットランド女王、ノルウェー王女であったマーガレット（ノルウェー名マルグレーテ）を僭称した中世ノルウェーの女性。本名は不詳。

## 概要
本物のマルグレーテは、同名の亡母マーガレット（マルグレーテ）王妃の母国スコットランドの王位を1286年に継承し、1290年にスコットランドへ渡るためにベルゲンを出発したが、オークニー諸島（当時はノルウェー領）まではたどり着いたものの、スコットランドへの入国を果たせず同地にて7歳で早逝した。一方、ノルウェーではマルグレーテの父エイリーク2世が1299年に死去し、男子がなかったことから弟のホーコン5世が王位を継承した。
1300年、ドイツのリューベックを出発してベルゲンに着いた船から降りてきた一人の女が、自分はマルグレーテ王女であると名乗り、何人かの人々を反逆罪で告発した。彼女は実はオークニー諸島で死んだのではなく、実際にはドイツに送られて、そこで結婚をしたのだと主張した。かつてマルグレーテ王女を自分たちの町から送り出したベルゲンの住民たちと、何人かの聖職者は、この自称マルグレーテを支持した。しかしマルグレーテの父エイリーク2世は娘の遺体を確認しており、また自称マルグレーテは40歳くらいに見えたが、本物のマルグレーテが生きていれば17歳になるはずであった。この偽マルグレーテとその夫は当局に詐欺罪で告発された。1301年、偽マルグレーテは火刑に処され、彼女の夫も斬首された。
この一件をめぐり、裏切りにあって殺された王女、という話が作り上げられ、物語歌謡（バラッド）になって民衆の間に広まった。数年後、ベルゲンの偽マルグレーテが処刑された場所の近くに、聖マルグレーテ教会が建てられた。政府はこの教会建設に良い顔をしなかったが、この教会はベルゲンとその周辺地域における殉教者崇拝の中心地になった。この教会がその後どうなったのかは定かでないが、おそらく16世紀に宗教改革が始まった時、プロテスタント派によって破壊されたと思われる。